# Taka Takata
Taka Takata é uma série de banda desenhada franco-belga humorística sobre o personagem do mesmo nome criada por Jo-El Azara em 1965.

## História
Taka Takata é um soldado da Armada Nipónica, completamente míope. Mas ao contrario dos outros soldados é um pacifista e nem consegue demonstrar a bravura dos outros soldados do Império do Sol Nascente, passando o tempo a contradizer os seus superiores.
A série teve início em 3 de Agosto de 1965 no Jornal do Tintim belga no nº31 do 20º ao. Os autores da série eram Vicq (argumento) e Jo-El Azara (desenho), aparecendo inicialmente sob a forma de gags.
A primeira aparição em Portugal foi no nº15 do 1º ano da revista Tintim a 7 de Setembro de 1968

## Personagens
- Taka Takata, soldado de segunda classe de Armada Aéreo-naval Nipónica, míope e pacifista.
- Colonel Rata Hôsoja, irascível e megalómano, ávido por levar a Armada Nipónica a gloria.
- Adjudante Haté Jojo, ajudante de Hôsoja.

## Álbuns
1. Le batracien aux dents d'or, 1969
2. Le caméléoscaphe, 1977
3. Kamikaze Cycliste, 1973
4. Le lévitant Lama, 1973
5. Opération survie, 1974
6. Le karatéka, 1974
7. Silence, on vole!, 1994
8. Takabossé monoto, 1994
9. Le Petikado, 1995
10. Gare aux cigares, 1997
11. Ne perdons pas la tête, 2002
12. Opération boomerang, 2002

### Em Portugal
1. Ciclista kamikaze, Arcádia, 1973
2. O batráquio de dentes de ouro, Edições Asa, 2004